# كأس إسكتلندا 1969–70
كأس اسكتلندا 1969–70 (بالإنجليزية: 1969–70 Scottish Cup)‏ هو موسم من كأس اسكتلندا. فاز فيه نادي أبردين.